# Skalár
Skalár (z lat. scala, stupnice) je ve fyzice, v matematice nebo informatice veličina, jejíž hodnota je v daných jednotkách plně určena jediným číselným údajem. Protikladem skalární veličiny jsou vektory nebo tenzory, které jsou určeny více číselnými hodnotami. Například fyzikální veličina hmotnost je skalár, kdežto síla je vektor - má velikost a směr.

## Oblasti použití
- V matematice skalár označuje zpravidla jediné reálné či komplexní číslo (nebo prvek komutativního tělesa, u vektorových prostorů), neskalární charakter mají kromě vektorů obecně tenzory (např. matice).

- Ve fyzice je skalár veličina, která může být popsána jednou hodnotou - součinem číselné hodnoty a jednotky a nemění se při přechodu k jiné vztažné soustavě. Číselná hodnota je dána jednotkou, tzn. volbou stupnice, škály. To znamená, že popisovaná veličina je jednorozměrná – skalární veličiny tedy mají svou velikost, ale nemají například směr.

- V informatice se používá hlavně pojem skalární proměnné, který popisuje proměnnou bez podstatné vnitřní struktury. Protikladem jsou pole apod.

## Příklady skalárních veličin
- elektrická kapacita
- délka
- hmotnost
- teplota
- čas
- energie

## Vlastnosti
Ve fyzice se předpokládá, že danou skalární veličinu můžeme nějak fyzikálně měřit nebo počítat. Měla by přitom platit následující vlastnost: pokud přejdeme k nové souřadnicové soustavě, která bude vůči původní otočená, posunutá nebo zrcadlená (v klasické mechanice) resp. bude s původní soustavou spojena nějakou Lorentzovou transformací (ve speciální relativitě), měl by transformovaný pozorovatel stejným postupem změřit nebo spočíst to samé číslo. Pokud bychom tedy psali skalár jako „funkci“ souřadnicové soustavy pozorovatele, má smysl psát, že pokud se souřadnice transformují podle vztahu {\displaystyle \{x_{i}^{\prime }\}_{i}=\psi \{x_{i}\}_{i}}, kde {\displaystyle \psi } symetrie dané fyzikální teorie (t.j. například rotace v klasické fyzice), tak pro skalár S platí {\displaystyle S(\{x_{i}^{\prime }\}_{i})=S(\{x_{i}\}_{i}).} Hodnota skalární veličiny tedy nezávisí (říkáme, že je invariantní) na volbě souřadnicové soustavy. To může být důležité při počítání v souřadnicích: například v klasické fyzice výraz {\displaystyle x_{1}^{2}+x_{2}^{2}+x_{3}^{2}} je skalár, kdežto {\displaystyle 2x_{1}^{2}+x_{2}^{2}+x_{3}^{2}} není.
Skalární veličina může mít i rozměr. Velikost skalární veličiny pak závisí na volbě jednotek. Zvolíme-li např. jako jednotku metry, dostaneme jinou číselnou hodnotu délky než kdybychom měřili v mílích.
Vzhledem k tomu, že bezrozměrné skalární veličiny jsou čísla, lze s nimi provádět stejné operace jako s čísly. Pokud mají rozměr, můžeme sčítat jenom veličiny se stejným rozměrem (délku s délkou, náboj s nábojem apod.)

## Pravý a nepravý skalár
Skalár popsaný v předešlém odstavci se nazývá pravý skalár, pokud se nemění nejen při rotacích a translacích souřadnicové soustavy , ale ani při zrcadlení. Pro pravý skalár tedy speciálně v 3rozměrném Euklidovském prostoru platí {\displaystyle S(\{-x_{i}\}_{i})=S(\{x_{i}\}_{i})\,}, kde levá strana symbolizuje výpočet skaláru v souřadnicové soustavě spojené s původní soustavou {\displaystyle \{x_{i}\}} prostorovou inverzí (středovou suměrností).
Skalární veličinu, která je invariantní při rotacích a translacích souřadnicové soustavy, ale při zrcadlení změní znaménko, označujeme jako pseudoskalár (nepravý skalár). Je to tedy veličina, jejíž znaménko závisí na volbě orientace daného prostoru. Speciálně v euklidovském prostoru dimenze 3 (nebo obecněji liché dimenze) pak platí {\displaystyle S(\{-x_{i}\}_{i})=-S(\{x_{i}\}_{i})\,}.
Tento koncept je možno matematicky formulovat například tak, že je dán vektorový prostor V se skalárním součinem (v klasické fyzice by to byl euklidovský prostor, ve speciální relativitě Minkowského prostor) dimenze n a pseudoskalár je pak prvkem n-té vnější mocniny {\displaystyle \wedge ^{n}\mathbf {V} }. Tento prvek se pak dá ztotožnit s číslem pomocí Hodgeovy duality za předpokladu skalárního součinu a orientace na V.
Příkladem pravého skaláru je v klasické fyzice hmotnost, ve speciální teorii relativiy elektrický náboj, příkladem pseudoskaláru moment hybnosti (vzhledem k pevné ose - součin skalárního momentu setrvačnosti a pseudovektoru úhlové rychlosti) anebo magnetický tok (je skalárním součinem vektoru plochy a pseudovektoru magnetické indukce), anebo vnější součin 3 vektorů v prostoru.